# Canthon laminatus
Canthon laminatus là một loài bọ cánh cứng trong họ Bọ hung (Scarabaeidae).